# Mirko Filipović
Mirko «Cro Cop» Filipović (Vinkovci, 10 de septiembre de 1974) es un kickboxer y artista marcial mixto croata retirado. Es famoso por su larga carrera en K-1, PRIDE Fighting Championships y Ultimate Fighting Championship, así como su movimiento de firma, una rápida patada a la cabeza descrita como «pierna derecha, al hospital; pierna izquierda, al cementerio». Su figura es historia y su legado le sitúa como una verdadera leyenda de las artes marciales mixtas, así como uno de los más grandes pesos pesados de la historia de este deporte.

## Carrera deportiva
Cro Cop comenzó su carrera profesional en 1996 como kickboxer, siguiendo los pasos de su compatriota Branko Cikatić. En aquella época, Mirko Filipović pertenecía a un comando en el grupo antiterrorista Alpha de la policía, en concreto el ATJ Lucko, donde consiguió su apodo de Cro Cop, aunque en los comienzos de su carrera peleó varias veces bajo el apodo de Tiger.

### K-1
Su mayor logro como luchador de K-1 fue en el 2013, cuando se consagró campeón de «K-1 Grand prix 2013». Además en 1999, llegó a la final de «K-1 Grand prix 1999» donde fue derrotado por Ernesto Hoost (Mirko Filipović se había roto dos costillas en la semifinal).

### PRIDE Fighting Championship
En el 2001, Mirko Filipović cambió a PRIDE como reto personal, además de su insatisfacción por los salarios de K-1. Un año después abandonó su trabajo en el cuerpo antiterrorista para centrase en su carrera como luchador. Desde entonces, Filipović mantuvo un perfil medio de peleador de Kick-Boxing, pero consiguiendo, no obstante, algunas impresionantes victorias en K-1, especialmente contra Mark Hunt en marzo del 2002 (por decisión unánime), Remy Bonjasky en julio del 2002 (con un nocaut en el segundo asalto), o Bob Sapp en abril del 2003 (con un nocaut en el primer asalto).
La racha de victorias de Cro Cop en Pride le aseguraron la posibilidad de enfrentarse con el campeón de los pesos pesados Antônio Rodrigo Nogueira en noviembre de 2003. El estilo vertical de Cro Cop probó su efectividad en el primer asalto, controlando la lucha de pie. Sin embargo, Nogueira prevaleció en el segundo, después de conseguir lanzar al suelo a Cro CCop y obligándole a rendirse mediante un armbar. Filipović admitió a Bas Rutten en una entrevista posterior que se sobreestimó contra Nogueira.
En el 2003, Filipović suspendió su carrera en K-1 y reclutó a Fabrício Werdum (un experto en jujitsu brasileño) como su entrenador, trabajando en aumentar sus capacidades de combate en el suelo. En el Pride GP heavyweight del 2004 fue noqueado en una inesperada derrota por Kevin Randleman. Al final de ese mismo año, Filipović tomó la revancha, obligando a Randleman a rendirse por estrangulamiento (guillotina) en el combate que les volvió a enfrentar.
Filipović ha retado repetidamente al campeón de los pesos pesados, Fedor Emelianenko. Después de ganar siete combates seguidos desde su derrota contra Randleman, incluyendo una victoria por noqueo contra Aleksander Emelianenko (el hermano del campeón), Filipović recibió la oportunidad de pelear contra Fedor por el título, el 28 de agosto de 2005. Después de tres asaltos, Fedor Emelianenko ganó por decisión unánime, reteniendo su título, en uno de los mejores combates de la historia. 
En el Open Wight Grand Prix del 2006, Mirko Filipović se coronó como campeón tras vencer en la final celebrada el 10 de septiembre de 2006 a Josh Barnett y a Wanderlei Silva en la misma noche, después de haberse deshecho de Ikuhisa Minowa y Hidehiko Yoshida en las rondas anteriores. Cuando todo hacía prever que sería el retador del campeón Fedor para el 31 de diciembre de 2006, pues se acababa de desligar de PRIDE para seguir su carrera en UFC (USA) sacudiendo el ambiente deportivo de las mma, algo que no gustó mucho a sus fanes ya que querían verlo luchar en una revancha ante Fedor. El presidente de Pride dijo que Mirko que tenía las puertas abiertas para volver cuando logre el objetivo de su partida: ser campeón de la categoría pesado de UFC, algo que nunca sucedió.

### Ultimate Fighting Championship
Mirko realizó cuatro peleas para esta empresa a cambio de un contrato en torno a los 6 millones de dólares. Su primer combate fue en Las Vegas, contra Eddie Sánchez, a quién ganó sin dificultades por TKO en el primer asalto del encuentro.
El pasado 21 de abril de 2007, en el UFC 70, Mirko Cro Cop sufrió su segunda derrota inesperada por nocaut en la UFC ante el brasileño Gabriel Gonzaga, quién después de derribarlo, le endosó múltiples codazos en el suelo, para cuando el árbitro decidió separarlos y continuar la lucha en pie (decisión incomprensible según algunos), Mirko estaba bastante tocado como para emplear su fantástica técnica de lucha en pie, y a los 4 minutos de ese primer asalto, el brasileño tumbó al croata mediante una espectacular patada alta (la especialidad de Mirko), que impactó sobre su cabeza de manera fulminante, provocando uno de los nocaut´s más rotundos que se recuerdan, Mirko cayó a la lona inconsciente, y el tobillo derecho se retorció provocándole una severa lesión que algunos culpan causante del declive de su carrera. El luchador croata no tuvo opción en ningún momento del combate y fue derrotado en su segunda pelea en UFC. Mirko quedó muy decepcionado con su actuación. Para mejorar sus futuros desempeños en UFC hizo instalar en su casa una jaula idéntica las que se emplean en los torneos y contrató a varios de los mejores luchadores de MMA para ayudarle en sus entrenamientos. 
El día 8 de septiembre de 2007 en Londres, dentro del evento UFC 75 y ante el luchador francés Cheik Kongo, Mirko Cro Cop fue derrotado por segunda vez en. En un combate en el que Mirko fue claramente más agresivo que su adversario en el primer asalto, fue cediendo terreno de forma progresiva en favor de Kongo, el cual le propinó reiterados rodillzos a los genitales de Cro Cop. Al final del tercer asalto, los jueces dieron a Kongo ganador por decisión unánime, tras esta segunda derrota Mirko declaró que se había roto una costilla en el primer asalto y que eso dificultó su actuación en los posteriores.

#### Retorno a UFC
El 18 de mayo se publicó en la página web oficial de Mirko que estaría programado retornar a UFC. Su primera pelea de su retorno fue en UFC 99 en Alemania contra Mostapha Al-Turk, a quien ganó por nocaut técnico en el primer asalto. Accidentalmente Cro Cop en plena pelea le dio un piquete a los dos ojos a Al-Turk, lamentablemente impidiendo que este último pueda defenderse terminando así en un nocaut técnico. Pero de cualquier modo la pelea hubiera terminado de la misma manera, ya que en el ring se pudo ver la superioridad de Filipovic.
Después del arreglo por una pelea en UFC, se anunció que Mirko volvería a DREAM para enfrentar al enorme Siala "Mighty Mo" Siliga el 20 de julio en Dream 10. El 3 de julio fue reportado que Mirko posiblemente firmaría de nuevo para UFC, después de recibir una oferta que "él no podía rechazar" por el copropietario de la UFC Lorenzo Fertitta, quien personalmente voló a la residencia de Filipovic en Zagreb. Últimamente se confirmó que en efecto Mirko firmó un contrato por tres peleas en UFC. Después se comunicó que Mirko enfrentaría al nuevo prospecto brasileño Junior dos Santos en UFC 103.
El 19 de septiembre Mirko pierde frente a Junior dos Santos en UFC 103. A pesar de ver la cara de Junior Dos Santos moreteada por los golpes propinados por Cro Cop después del combate, no era el rendimiento óptimo que esperaron ver los fanes del croata, fue una gran decepción para los que siguen sus peleas, como él mismo lo dijo en una entrevista realizada en Croacia después del evento.
Durante los dos últimos asaltos se pudo ver la superioridad de dos Santos, que salió buscando la pelea atacando constantemente con golpes fuertes y seguros mostrando hambre de victoria ante un escurridizo Mirko que no arriesgó por un buen resultado o buscó quizás una combinación que pueda llevar a debilitar a su contrincante, solo un par de patadas altas que no llegaron a alcanzar al objetivo y algunos improvisados golpes que por más que alcanzaron al rival no bastaron, mostrando así un bajo rendimiento que en el tercer asalto le dio la victoria al brasileño, tras un certero golpe en el párpado, causándole impedimento de la visión que lo llevó a pedir tiempo al árbitro y este a su vez consideró que era mejor detener el combate para preservar la integridad física de Cro Cop.
Posterior a su derrota, Mirko Cro Cop admitió haber perdido la pasión por las MMA después de UFC 103 en una entrevista realizada en su país. 
Es aquí donde Mirko Filipovic tuvo fuertes declaraciones hacia su persona tales como, los que piensan que está demasiado viejo para pelear tienen razón o que tal parece ser que no puede romper las barreras psicológicas del octágono y que quizás debió haber dicho adiós tras haber ganado el Grand Prix de Pride en el 2006. Dadas tales declaraciones llevaron a los fanes a pensar en su próximo retiro.
Mirko Cro Cop negó el rumor creado por los medios de comunicación croatas que colgó los guantes para bien y que nunca competirá en el deporte de las artes marciales mixtas nuevamente, diciendo que le gustaría completar sus dos últimas peleas de su contrato dentro del octágono, afirmando que las peleas y el entrenamiento están en su sangre y que las cosas no están tan mal. Por su parte Dana White dijo aún no haber hablado con él después de la derrota ante dos Santos y que cualquier posibilidad está abierta.
Mirko estuvo programado para pelear contra Ben Rothwell el 21 de febrero del 2010 en UFC 110, faltando solo 2 días para el evento se tuvo que cancelar el encuentro debido a una enfermedad que le tocó enfrentar a Rothwell. El australiano Anthony Perosh fue el único que aceptó el encuentro, ya que al parecer muchos peleadores rechazaron la oferta debido a que en dos días tuvieran que enfrentar a Filipovic, no dándoles tiempo para prepararse para la contienda. Durante la pelea, Filipovic dominó los dos primeros asaltos, ejecuntado golpes de poder que causaron un gran corte en la cara del australiano. Él decidió continuar, pero al término del asalto los doctores decretaron que la herida causada por los golpes de Cro Cop fueron fulminantes.
En su siguiente combate, se enfrentó a Pat Barry en el evento coprincipal de UFC 115. Ganó por la vía del estrangulamiento trasero en el tercer asalto, después de haber sido enviado a la lona dos veces por su rival. El movimiento le valió el premio de Sumisión de la Noche.

#### Segundo retorno a UFC
El 20 de abril de 2015, se anunció que la UFC había vuelto a firmar a Cro Cop.
En su regreso, Cro Cop se enfrentó a Gabriel Gonzaga el 11 de abril de 2015 en UFC Fight Night 64, en lo que fue su revancha de anterior combate en UFC 70. Cro Cop ganó la pelea por KOT en la tercera ronda. Tras el evento, ambos peleadores ganaron el premio a la Pelea de la Noche.

### DREAM
En una entrevista en Japón se le pudo escuchar decir : 
«Bien, como saben todos, tuve un mal período en mis últimas dos peleas, las cuales las perdí en UFC, no quiero que nadie piense que huyo de UFC, solo que estuve pensando como continuar mi carrera y creo que Dream es el lugar correcto para mí. Otro motivo es que a mí no me gusta pelear en la jaula. Siempre me gustó pelear en el ring. Y además, a mí me gusta pelear en Japón. Japón es como mi segundo hogar, me siento como si estuviera en casa. Todas estas razones me trajeron aquí, y soy muy feliz al saber que pelearé aquí en Japón. Pero por supuesto, algún día, no sé cuando, pero definitivamente regresaré a UFC para demostrar que mi estadía ahí fue sólo un mal período. Ahora estoy totalmente recuperado física y mentalmente, principalmente esta última».
Participó en el primer evento de DREAM, nueva empresa de artes marciales mixtas en Japón dirigida por gente que estuvo en DSE (PRIDE) y FEG (K-1). En este evento salió victorioso de su encuentro con un inferior Tatsyuya Mizuno, a quien vence en el primer asalto. Su próxima pelea fue programada para Dream 5, contra Jérôme Le Banner pero fue postergado ya que en la misma página web de Mirko se publicó que sería incapaz de pelear debido a una lesión en el codo que necesitaría cirugía. Para agosto Mirko estuvo recuperado.
Su siguiente pelea fue contra Alistair Overeem, el 23 de septiembre de 2008, en Dream 6, pelea en la que el vencedor, se mediría con el gran Fedor Emelianenko. Después de casi la mitad del primer asalto en la cual se vio a Overeem tumbando a Filipovic dos veces y a ambos peleadores intercambiando golpes parados y sobre el cuadrilátero (con un Filipovic aparentemente cortado), y tras una pobre imagen del croata, la pelea se suspendió y se dictaminó empate, debido a que Overeem propinó múltiples rodillazos no intencionales en los testículos de Mirko. Mirko dijo después de la contienda que quería continuar la pelea, pero el doctor no le permitió hacerlo. El mánager de Cro Cop anunció que la lesión no era muy seria y que la revancha se daría muy pronto.
Filipovic dijo que él lo había previsto como una larga pelea con un nocaut al final. Expresó frustración y agregó: «Me molesta que haya terminado de esa forma, pareció como si él fuera el único que dominó la pelea, aunque no estuve en problemas en ningún momento y estaba esperando por mis oportunidades. Me preparé muy bien porque había pensado que la pelea demoraría. Pienso que lo hubiera noqueado al final». De tal manera se quedó sin designar rival para Fedor y con una incógnita el futuro de Mirko en las AMM ya que cada vez más gente concuerda en que el nivel de Mirko ha disminuido considerablemente.
El 31 de diciembre Mirko derrotó a Choi Hong man, (un oponente 30 centímetros más alto y 50 kilos más pesado) en el evento Dynamite!! 2008, después de una violenta patada izquierda en la pierna de Choi resultó en un nocaut técnico para Mirko. Después del evento Mirko anunció que tendría un proceso de recuperación de su lesión en la rodilla.
El viernes 1 de marzo de 2019, Mirko fue ingresado al hospital por haber sufrido un derrame cerebral. Por órdenes médicas, se vio obligado a colgar los guantes, ya que de recibir más golpes en la cabeza, podría empeorar su estado.

## Carrera política
En noviembre del 2003, consiguió un escaño en el parlamento croata tras ser apuntado como un candidato sin partido dentro de la lista del Partido Social Demócrata.

## Campeonatos y logros
| - Inoki Genome Federation - Campeón de IGF (Una vez) - Rizin Fighting Federation - Campeón del Rizin GP 2016 de Peso Libre - PRIDE Fighting Championships - Campeón del PRIDE GP 2006 de Peso Libre - Mayor número de nocaut's por patadas a la cabeza en la historia de PRIDE (4) - Mayor número de finalizaciones en la historia de PRIDE (16) - Segundo mayor número de nocaut's en la historia de PRIDE (14) - Tercer mayor número de victorias en la historia de PRIDE (18) - Único peleador en derrotar consecutivamente a tres campeones de peso pesado de UFC en la historia de PRIDE - Ultimate Fighting Championship - Sumisión de la Noche (Una vez) - Pelea de la Noche (Una vez) - MMAFighting - Pelea del Año (2003) vs. Antônio Rodrigo Nogueira el 9 de noviembre - Pelea del Año (2005) vs. Fedor Emelianenko el 28 de agosto - KO del Año (2006) vs. Wanderlei Silva el 10 de septiembre - Peleador Peso Pesado del Año (2006) - Black Belt Magazine - Peleador Full-Contact del Año (2003) - Fight Matrix - KO del Año (2003) vs. Igor Vovchanchyn el 10 de agosto - Pelea del Año (2005) vs. Fedor Emelianenko el 28 de agosto - Wrestling Observer Newsletter - Peleador más Destacado del Año 2006 - On The Mat - Peleador del Año (2006) - Sherdog - KO del Año (2006) vs. Wanderlei Silva el 10 de septiembre - Inside Fights - KO del Año (2006) vs. Wanderlei Silva el 10 de septiembre - Peleador del Año (2006) - Sports Illustrated - Pelea de la década de los años 2000 vs. Fedor Emelianenko el 28 de agosto - Yahoo! Sports - Pelea de la década de los años 2000 vs. Fedor Emelianenko el 28 de agosto - K-1 - Campeón del K-1 World Grand Prix 2012 Final - Finalista del K-1 World Grand Prix 2000 in Fukuoka - 3.er lugar del K-1 Braves '99 - Finalista del K-1 World Grand Prix 1999 - International Kick-Boxing Federation - Campeón Mundial de Peso Pesado de Full Contact |

### Marcas
- Único peleador en ganar Grand Prix en K-1, Rizin y PRIDE FC.
- Uno de dos peleadores en ganar un campeonato mundial en MMA y K1.
- Único artista marcial mixto en ganar tres Grand Prix.

## Registro en artes marciales mixtas
| Resultado     | Récord      | Oponente                 | Método                               | Evento                                   | Fecha                    | Ronda | Tiempo | Localización            | Notas                                                                     |
| ------------- | ----------- | ------------------------ | ------------------------------------ | ---------------------------------------- | ------------------------ | ----- | ------ | ----------------------- | ------------------------------------------------------------------------- |
| Victoria      | 38–11–2 (1) | Roy Nelson               | Decisión (unánime)                   | Bellator 216                             | 16 de febrero de 2019    | 3     | 5:00   | Uncasville, Connecticut | Anunció su retiro días después de la pelea.                               |
| Victoria      | 37–11–2 (1) | Roque Martinez           | TKO (parada médica)                  | Rizin 13 - Saitama                       | 30 de septiembre de 2018 | 1     | 4:58   | Saitama                 |                                                                           |
| Victoria      | 36–11–2 (1) | Tsuyoshi Kohsaka         | TKO (golpes)                         | Rizin World Grand-Prix 2017: Final Round | 31 de diciembre de 2017  | 1     | 1:02   | Saitama                 |                                                                           |
| Victoria      | 35–11–2 (1) | Amir Aliakbari           | KO (golpes)                          | Rizin World Grand-Prix 2016: Final Round | 31 de diciembre de 2016  | 1     | 2:03   | Saitama                 | 2016 Rizin Open-Weight Grand Prix Final.                                  |
| Victoria      | 34–11–2 (1) | Baruto Kaito             | TKO (rodillazo al cuerpo)            | Rizin World Grand-Prix 2016: Final Round | 31 de diciembre de 2016  | 1     | 0:49   | Saitama                 | 2016 Rizin Open-Weight Grand Prix Semifinal.                              |
| Victoria      | 33–11–2 (1) | Muhammed Lawal           | TKO (golpes)                         | Rizin World Grand-Prix 2016: 2nd Round   | 29 de diciembre de 2016  | 2     | 1:41   | Saitama                 | 2016 Rizin Open-Weight Grand Prix Cuartos de Final.                       |
| Victoria      | 32–11–2 (1) | Hyun Man Myung           | Sumisión (arm-triangle choke)        | Rizin World Grand-Prix 2016: 1st Round   | 25 de septiembre de 2016 | 1     | 1:20   | Saitama                 | 2016 Rizin Open-Weight Grand Prix Primera Ronda.                          |
| Victoria      | 31–11–2 (1) | Gabriel Gonzaga          | TKO (codazos y golpes)               | UFC Fight Night: Gonzaga vs. Cro Cop 2   | 11 de abril de 2015      | 3     | 3:30   | Cracovia                | Pelea de la Noche.                                                        |
| Victoria      | 30–11–2 (1) | Satoshi Ishii            | TKO (patada a la cabeza y golpes)    | Inoki Bom-Ba-Ye 2014                     | 31 de diciembre de 2014  | 2     | 5:00   | Tokio                   | Defendió el Campeonato de IGF.                                            |
| Victoria      | 29–11–2 (1) | Satoshi Ishii            | TKO (parada médica)                  | Inoki Genome Fight 2                     | 23 de agosto de 2014     | 2     | 2:37   | Tokio                   | Ganó el Campeonato de IGF.                                                |
| Derrota       | 28–11–2 (1) | Alexey Oleinik           | Sumisión (neck crank)                | Legends 2                                | 8 de noviembre de 2013   | 1     | 4:42   | Moscú                   |                                                                           |
| Victoria      | 28–10–2 (1) | Wakakirin Shinichi       | Sumisión (armbar)                    | Inoki Bom-Ba-Ye 2012                     | 31 de diciembre de 2012  | 1     | 1:18   | Tokio                   |                                                                           |
| Derrota       | 27–10–2 (1) | Roy Nelson               | TKO (golpes)                         | UFC 137                                  | 29 de octubre de 2011    | 3     | 1:30   | Las Vegas, Nevada       |                                                                           |
| Derrota       | 27–9–2 (1)  | Brendan Schaub           | KO (golpe)                           | UFC 128                                  | 19 de marzo de 2011      | 3     | 3:44   | Newark, Nueva Jersey    |                                                                           |
| Derrota       | 27–8–2 (1)  | Frank Mir                | KO (rodillazo)                       | UFC 119                                  | 25 de septiembre de 2010 | 3     | 4:02   | Indianápolis, Indiana   |                                                                           |
| Victoria      | 27–7–2 (1)  | Pat Barry                | Sumisión (rear-naked choke)          | UFC 115                                  | 12 de junio de 2010      | 3     | 4:30   | Vancouver               | Sumisión de la Noche.                                                     |
| Victoria      | 26–7–2 (1)  | Anthony Perosh           | TKO (parada médica)                  | UFC 110                                  | 21 de febrero de 2010    | 2     | 5:00   | Sídney                  |                                                                           |
| Derrota       | 25–7–2 (1)  | Júnior dos Santos        | Sumisión verbal (golpes)             | UFC 103                                  | 19 de septiembre de 2009 | 3     | 2:00   | Dallas, Texas           |                                                                           |
| Victoria      | 25–6–2 (1)  | Mostapha Al-Turk         | TKO (golpes)                         | UFC 99                                   | 13 de junio de 2009      | 1     | 3:06   | Colonia                 |                                                                           |
| Victoria      | 24–6–2 (1)  | Hong-man Choi            | TKO (patada baja)                    | Dynamite!! 2008                          | 31 de diciembre de 2008  | 3     | 6:32   | Saitama                 |                                                                           |
| Sin resultado | 23–6–2 (1)  | Alistair Overeem         | Sin resultado (rodillazo a la ingle) | DREAM 6                                  | 23 de septiembre de 2008 | 1     | 6:09   | Saitama                 | Overeem dio dos rodillazos en la ingle de Filipović.                      |
| Victoria      | 23–6–2      | Tatsuya Mizuno           | KO (golpes)                          | DREAM 1                                  | 15 de marzo de 2008      | 1     | 0:56   | Saitama                 |                                                                           |
| Derrota       | 22–6–2      | Cheick Kongo             | Decisión (unánime)                   | UFC 75                                   | 8 de septiembre de 2007  | 3     | 5:00   | Londres                 |                                                                           |
| Derrota       | 22–5–2      | Gabriel Gonzaga          | KO (patada a la cabeza)              | UFC 70                                   | 21 de abril de 2007      | 1     | 4:51   | Mánchester              | Eliminatoria por el título.                                               |
| Victoria      | 22–4–2      | Eddie Sánchez            | TKO (golpes)                         | UFC 67                                   | 3 de febrero de 2007     | 1     | 4:33   | Las Vegas, Nevada       |                                                                           |
| Victoria      | 21–4–2      | Josh Barnett             | Sumisión (golpes)                    | PRIDE Final Conflict Absolute            | 10 de septiembre de 2006 | 1     | 7:32   | Saitama                 |                                                                           |
| Victoria      | 20–4–2      | Wanderlei Silva          | KO (patada a la cabeza)              | PRIDE Final Conflict Absolute            | 10 de septiembre de 2006 | 1     | 5:22   | Saitama                 | KO del Año (2006).                                                        |
| Victoria      | 19–4–2      | Hidehiko Yoshida         | TKO (patadas a las piernas)          | PRIDE Critical Countdown Absolute        | 1 de julio de 2006       | 1     | 7:38   | Saitama                 |                                                                           |
| Victoria      | 18–4–2      | Ikuhisa Minowa           | TKO (golpes)                         | PRIDE Total Elimination Absolute         | 5 de mayo de 2006        | 1     | 1:10   | Osaka                   |                                                                           |
| Derrota       | 17–4–2      | Mark Hunt                | Decisión (dividida)                  | PRIDE Shockwave 2005                     | 31 de diciembre de 2005  | 3     | 5:00   | Saitama                 |                                                                           |
| Victoria      | 17–3–2      | Josh Barnett             | Decisión (unánime)                   | PRIDE 30                                 | 23 de octubre de 2005    | 3     | 5:00   | Saitama                 |                                                                           |
| Derrota       | 16–3–2      | Fedor Emelianenko        | Decisión (unánime)                   | PRIDE Final Conflict 2005                | 28 de agosto de 2005     | 3     | 5:00   | Saitama                 | Por el Campeonato de Peso Pesado de PRIDE; Pelea del Año (2005).          |
| Victoria      | 16–2–2      | Ibragim Magomedov        | KO (patada al cuerpo)                | PRIDE Critical Countdown 2005            | 26 de junio de 2005      | 1     | 3:53   | Saitama                 |                                                                           |
| Victoria      | 15–2–2      | Mark Coleman             | KO (golpes)                          | PRIDE 29                                 | 20 de febrero de 2005    | 1     | 3:40   | Saitama                 |                                                                           |
| Victoria      | 14–2–2      | Kevin Randleman          | Sumisión (guillotine choke)          | PRIDE Shockwave 2004                     | 31 de diciembre de 2004  | 1     | 0:41   | Saitama                 |                                                                           |
| Victoria      | 13–2–2      | Josh Barnett             | Sumisión (lesión en el hombro)       | PRIDE 28                                 | 31 de octubre de 2004    | 1     | 5:00   | Saitama                 |                                                                           |
| Victoria      | 12–2–2      | Aleksander Emelianenko   | KO (patada a la cabeza)              | PRIDE Final Conflict 2004                | 15 de agosto de 2004     | 1     | 2:09   | Saitama                 |                                                                           |
| Victoria      | 11–2–2      | Shungo Oyama             | KO (golpes)                          | PRIDE Bushido 4                          | 19 de julio de 2004      | 2     | 5:00   | Aichi                   |                                                                           |
| Victoria      | 10–2–2      | Hiromitsu Kanehara       | Decisión (unánime)                   | PRIDE Bushido 3                          | 23 de mayo de 2004       | 2     | 5:00   | Kanagawa                |                                                                           |
| Derrota       | 9–2–2       | Kevin Randleman          | KO (golpes)                          | PRIDE Total Elimination 2004             | 25 de abril de 2004      | 1     | 1:57   | Saitama                 |                                                                           |
| Victoria      | 9–1–2       | Yoshihisa Yamamoto       | KO (golpes)                          | PRIDE Bushido 2                          | 15 de febrero de 2004    | 1     | 2:12   | Saitama                 |                                                                           |
| Victoria      | 8–1–2       | Ron Waterman             | TKO (patadas de fútbol)              | PRIDE 27                                 | 1 de febrero de 2004     | 1     | 1:37   | Osaka                   |                                                                           |
| Derrota       | 7–1–2       | Antônio Rodrigo Nogueira | Sumisión (armbar)                    | PRIDE Final Conflict 2003                | 9 de noviembre de 2003   | 2     | 1:45   | Tokio                   | Por el Campeonato Interino de Peso Pesado de PRIDE; Pelea del Año (2003). |
| Victoria      | 7–0–2       | Dos Caras, Jr.           | KO (patada a la cabeza)              | PRIDE Bushido 1                          | 5 de octubre de 2003     | 1     | 0:46   | Saitama                 |                                                                           |
| Victoria      | 6–0–2       | Igor Vovchanchyn         | KO (patada a la cabeza)              | PRIDE Total Elimination 2003             | 10 de agosto de 2003     | 1     | 1:29   | Saitama                 | KO del Año (2003).                                                        |
| Victoria      | 5–0–2       | Heath Herring            | TKO (patada al cuerpo y golpes)      | PRIDE 26                                 | 8 de junio de 2003       | 1     | 3:17   | Kanagawa                |                                                                           |
| Victoria      | 4–0–2       | Kazuyuki Fujita          | Decisión (unánime)                   | Inoki Bom-Ba-Ye 2002                     | 31 de diciembre de 2002  | 3     | 5:00   | Saitama                 |                                                                           |
| Victoria      | 3–0–2       | Kazushi Sakuraba         | TKO (lesión en el ojo)               | PRIDE Shockwave                          | 28 de agosto de 2002     | 2     | 5:00   | Tokio                   |                                                                           |
| Empate        | 2–0–2       | Wanderlei Silva          | Empate                               | PRIDE 20                                 | 28 de abril de 2002      | 5     | 3:00   | Kanagawa                | Pelea con reglas especiales.                                              |
| Victoria      | 2–0–1       | Yuji Nagata              | KO (patada a la cabeza)              | Inoki Bom-Ba-Ye 2001                     | 31 de diciembre de 2001  | 1     | 0:21   | Saitama                 |                                                                           |
| Empate        | 1–0–1       | Nobuhiko Takada          | Empate                               | PRIDE 17                                 | 3 de noviembre de 2001   | 5     | 3:00   | Tokio                   |                                                                           |
| Victoria      | 1–0         | Kazuyuki Fujita          | TKO (corte)                          | K-1: Andy Hug Memorial                   | 19 de agosto de 2001     | 1     | 0:39   | Saitama                 |                                                                           |